# Friedrich Ulrich
Friedrich-Wilhelm Ulrich (Packebusch, 20 ottobre 1953) è un ex canottiere tedesco, bi-campione olimpico nel due con di canottaggio ai Giochi olimpici di Montréal 1976 e Mosca 1980.

## Palmarès
| Anno | Manifestazione  | Sede     | Evento  | Risultato |
| ---- | --------------- | -------- | ------- | --------- |
| 1976 | Giochi olimpici | Montréal | Due con | Oro       |
| 1980 | Giochi olimpici | Mosca    | Due con | Oro       |